# The Best of Michael Jackson
The Best of Michael Jackson — первый сборный альбом Майкла Джексона, выпущенный 28 августа 1975 года звукозаписывающей компанией Motown Records. В R&B хит-параде США альбом достиг 44-го места. Сборник получил положительные рецензии на момент выхода, однако в ретроспективных обзорах отзывы о пластинке были уже более сдержанными.

## Об альбоме
Несмотря на юный возраст к моменту выхода сборника у Майкла Джексона было за плечами уже четыре сольных альбома и с десяток лонгплеев в составе семейной группы The Jackson 5. В то же время отношения с звукозаписывающей компанией Motown в 1975 году стремительно ухудшались. Семейство Джексонов не устраивал размер выплачиваемых роялти, а также вмешательство компании в творческий процесс. Переговоры между сторонами конфликта ожидаемых результатов не принесли, и в начале июля на пресс-конференции в Нью-Йорке Джексоны объявили о разрыве контракта с Motown. Таким образом, данная компиляция подвела не только итог в определённом этапе карьеры музыканта (следующий сольный альбом он сможет выпустить лишь через четыре года), но и закрыла страницу его биографии, связанную со старым лейблом.
Изначально в альбом вошло десять песен со всех четырёх сольных альбомов Майкла. Все они были записаны в голливудской студии звукозаписи Motown Recording Studio под руководством разных продюсеров. Исполнительным продюсером компиляции выступил владелец Motown Берри Горди. На родине музыканта сборник поступил в широкую продажу 28 августа 1975 года, всего за день до семнадцатилетия певца, в форматах виниловой грампластинки, компакт-кассеты и кассеты Stereo 8. Впоследствии он был переиздан также на компакт-диске. При переиздании 1980 года количество песен было увеличено до четырнадцати. Из треклиста была убрана «With a Child’s Heart», но добавлены 5 других песен. Таким образом теперь существуют две версии данного диска — на 10 и 14 песен.
Первое издание The Best of Michael Jackson не произвело особого впечатления на современников, показав скромные результаты в хит-парадах. Пластинка смогла подняться только до 156 места в Billboard Top LPs & Tape, пробыв в чарте всего пять недель. В профильном американском рейтинге соул-музыки показатели были выше — 44-е место, но продолжительность пребывания была также невысока — те же 5 недель. В европейские хит-парады компиляция не попала вовсе. Ситуация изменилась в 1981 году. Тогда Motown, на волне успеха следующего по счёту сольного альбома музыканта, занялась переизданием бэк-каталога. Теперь диску удалось взобраться на одиннадцатую строчку британского хит-парада, всего пробыв в нём 18 недель. На тот момент времени это было наивысшее сольное достижение Motown-эры Джексона в Соединённом Королевстве. В голландском Nationale Totale Top 100 переизданный сборник смог пробиться на третье место национального чарта.

## Реакция критики
Редакция американского еженедельника Billboard тепло отозвалась о диске, назвав его «историческим документом», который демонстрирует прогресс артиста от «детского» певца с фальцетом до зрелого вокалиста, который одинаково легко справляется с балладами или диско-мелодиями. Часть песен альбома уже тогда звучала ностальгически, в связи с возрастными изменениями голоса исполнителя. В том же ключе высказался ревю Cashbox. Авторы рецензии считают, что это не столько сборник лучших хитов, сколько хроника трансформации голоса в жизнеспособный музыкальный инструмент, процесс превращения мальчика в мужчину, записанный на виниловую грампластинку. По их мнению, в поздних работах уже заметно, что по большей части ушла пронзительность голоса маленького мальчика, которая была на ранней стадии развития Джексона, ей на смену пришёл уверенный, качественный тон, бережно и с уважением относящийся к каждой композиции. Мнение британского Record Mirror было тоже положительным. «Это приятная подборка песен, — пишет его рецензент в выпуске от 25 октября 1975 года, — часть из них старые и хорошо знакомые, такие как „Ben“ и „Rockin’ Robin“, другие, менее известные, но исполненные одинаково хорошо». Обзор канадского музыкального журнала RPM был также восторженным: «The Best Of — это яркий пример взросления голоса и этого приятного чувства, охватывающего вас от того, что вы наблюдали и слушали, как детская звезда выходит на арену „старших“ с избытком профессионализма».
Спустя годы, появились и другие взгляды на музыкальное наполнение сборника. Так журналист издания Record Mirror Филип Холл оценивал расширенное переиздание 1980 года уже иначе. Признавая дар музыканта и его способность постоянно выпускать самую лучшую для своего времени танцевальную музыку, Холл заметил, что в ранние годы у Джексона ещё не выработалось чутьё, позволявшее ему отбирать материал с наибольшим потенциалом. Как следствие, пластинка неоднородна по своему качеству и в ней присутствует много проходных вещей. Музыкальные энциклопедии конца XX — начала XXI веков, такие как Encyclopedia of Popular Music и MusicHound, выставили компиляции уже посредственные оценки. Сборник профессиональных музыкальных рецензий The Rolling Stone Album Guide вовсе не стал как-либо оценивать сольное творчество исполнителя Motown-эры. По мнению его составителей, наиболее ценным материалом этого периода были хиты The Jackson 5. На ранних сольниках Майклу приходилось бодро исполнять то, что ему приносила команда звукозаписывающей компании: жизнерадостные кавер-версии и второсортный Motown-репертуар, которые бы на последующих альбомах Джексона воспринимались бы как проходные песни. Авторы книги Michael Jackson …the Solo Years, Крейг Холстед и Крис Кадмен, делают вывод, что к тому времени юный певец ещё просто не успел накопить ничего лучше.

## Список композиций
| №  | Название                                      | Автор(ы)                               | Альбом           | Длительность |
| -- | --------------------------------------------- | -------------------------------------- | ---------------- | ------------ |
| 1. | «Got to Be There»                             | Эллиот Виленски                        | Got to Be There  | 3:19         |
| 2. | «Ben»                                         | Дональд Блэк, Уолтер Шарф              | Ben              | 2:41         |
| 3. | «With a Child’s Heart»                        | Генри Косби, Сильвия Мой, Вики Бейсмор | Music & Me       | 3:29         |
| 4. | «Happy» (Love Theme from Lady Sing the Blues) | Мишель Легран, Вильям Робинсон         | Music & Me       | 3:22         |
| 5. | «One Day in Your Life»                        | Рене Арман, Сэм Браун                  | Forever, Michael | 4:10         |

| №  | Название                   | Автор(ы)                                                | Альбом           | Длительность |
| -- | -------------------------- | ------------------------------------------------------- | ---------------- | ------------ |
| 1. | «I Wanna Be Where You Are» | Артур Росс, Леон Уэйр                                   | Got to Be There  | 2:56         |
| 2. | «Rockin’ Robin»            | Джимми Томас                                            | Got to Be There  | 2:29         |
| 3. | «We’re Almost There»       | Брайан Холланд, Эдвард Холланд                          | Forever, Michael | 3:37         |
| 4. | «Morning Glow»             | Стивен Шварц                                            | Music & Me       | 3:32         |
| 5. | «Music and Me»             | Дон Фенстон, Мел Ларсон, Джерри Марселлино, Майк Кэннон | Music & Me       | 2:33         |

| №   | Название                                        | Автор(ы)                                                | Альбом           | Длительность |
| --- | ----------------------------------------------- | ------------------------------------------------------- | ---------------- | ------------ |
| 1.  | «Got to Be There»                               | Эллиот Виленски                                         | Got to Be There  | 3:19         |
| 2.  | «Ain’t No Sunshine»                             | Билл Уизерс                                             | Got to Be There  | 4:09         |
| 3.  | «My Girl»                                       | Смоки Робинсон, Рональд Уайт                            | Ben              | 3:05         |
| 4.  | «Ben»                                           | Дональд Блэк, Уолтер Шарф                               | Ben              | 2:41         |
| 5.  | «Greatest Show on Earth»                        | Мел Ларсон, Джерри Марселлино                           | Ben              | 2:47         |
| 6.  | «I Wanna Be Where You Are»                      | Артур Росс, Леон Уэйр                                   | Got to Be There  | 2:56         |
| 7.  | «Happy» (Love Theme from «Lady Sing the Blues») | Мишель Легран, Вильям Робинсон                          | Music & Me       | 3:22         |
| 8.  | «Rockin’ Robin»                                 | Джимми Томас                                            | Got to Be There  | 2:29         |
| 9.  | «Just a Little Bit of You»                      | Брайан Холланд, Эдвард Холланд                          | Forever, Michael | 3:14         |
| 10. | «One Day in Your Life»                          | Рене Арман, Сэм Браун                                   | Forever, Michael | 4:10         |
| 11. | «Music and Me»                                  | Дон Фенстон, Мел Ларсон, Джерри Марселлино, Майк Кэннон | Music & Me       | 2:33         |
| 12. | «In Our Small Way»                              | Беатрис Верди, Кристин Ярян                             | Got to Be There  | 3:39         |
| 13. | «We’re Almost There»                            | Брайан Холланд, Эдвард Холланд                          | Forever, Michael | 3:37         |
| 14. | «Morning Glow»                                  | Стивен Шварц                                            | Music & Me       | 3:32         |

## Участники записи
Продюсерский состав
Данные приведены по конверту американского издания 1975 года.
- Хэл Дэвис — музыкальный продюсер (песни: А1, А4, Б1)
- Мел Ларсон — музыкальный продюсер (песни: Б2, Б5)
- Джерри Марселлино — музыкальный продюсер (песни: Б2, Б5)
- Фонс Мизелл — музыкальный продюсер (песня: А3)
- Фредди Перрен[англ.] — музыкальный продюсер (песня: А3)
- The Corporation[англ.] — музыкальное продюсирование (песня: А2)
- Брайан Холланд[англ.] — музыкальный продюсер (песня: Б3)
- Сэм Браун — музыкальный продюсер (песня: А5)
- Боб Гаудио[англ.] — музыкальный продюсер (песня: Б4)
- Берри Горди — исполнительный продюсер

## Позиции в хит-парадах
Еженедельные чарты:
| Год попадания в чарт | Название чарта                        | Высшая позиция | Пребывание в чарте |
| -------------------- | ------------------------------------- | -------------- | ------------------ |
| 1975                 | США (Billboard Top LPs & Tape)        | 156            | 5 недель           |
| 1975                 | США (Billboard Soul charts)           | 44             | 5 недель           |
|                      |                                       |                |                    |
| 1981                 | Великобритания (UK Albums)            | 11             | 18 недель          |
| 1981                 | Нидерланды (Nationale Totale Top 100) | 3              | 10 недель          |